# Trifluoruro di vanadio
Il trifluoruro di vanadio o fluoruro di vanadio(III) è il composto inorganico con formula VF3. In questo fluoruro il vanadio è nello stato di ossidazione +3. È un solido giallo-verde praticamente insolubile in acqua. Il composto fu descritto per la prima volta nel 1911 da Otto Ruff e Herbert Lickfett.

## Sintesi
Il composto si può ottenere per reazione del tricloruro di vanadio con acido fluoridrico a 600 ºC:
VCl3 + 3 HF  →  VF3 + 3 HCl
Più conveniente è la seguente sintesi in due passaggi. Dapprima si fonde V2O3 con idrogenodifluoruro d'ammonio; l'esafluorovanadato(III) così formato è quindi decomposto termicamente in atmosfera inerte, formando VF3:
V2O3 + 6 (NH4)HF2 → 2 (NH4)3VF6 + 3 H2O
(NH4)3VF6 → 3 NH3 + 3 HF + VF3

## Proprietà
Il trifluoruro di vanadio è un composto stabile all'aria. La struttura cristallina è trigonale, gruppo spaziale R3c, con costanti di reticolo a = 516,8 pm e c = 1343,8 pm. La struttura è simile a quella di FeF3: ogni atomo di vanadio è attorniato da un ottaedro di atomi di fluoro, legati a ponte con atomi di vanadio adiacenti.